# Listă de economiști
Listă de economiști

## A
- George A. Akerlof, Deținător al premiului Nobel din 2001
- Maurice Allais (1911-), Deținător al premiului Nobel din 1988
- Roy G. D. Allen (1906-1983)
- Kenneth Arrow (1921- ), Deținător al premiului Nobel din 1972
- Thomas Attwood (1783-1859)

## B
- Michail Alexandrowitsch Bakunin (1814-1876)
- Béla Balassa
- Paul Bran
- Robert Barro
- Frederic Bastiat (1801-1850)
- Gary Becker (1930-), Deținător al premiului Nobel din 1992
- Fischer Black (1938-1995)
- James McGill Buchanan (1919-), Deținător al premiului Nobel din 1986

## C
- Bryan Caplan
- Henry Charles Carey (1793-1879)
- David Cass (1937-2008)
- Edward Hastings Chamberlin (1899-1967)
- Colin Clark
- Ronald Coase (1910-), Deținător al premiului Nobel din 1991
- Antoine Augustin Cournot (1801-1877)

## D
- Gerard Debreu, Deținător al premiului Nobel din 1983 (1921-2004)
- Rudi Dornbusch (1942-2002)
- Jules Dupuit (1804-1866)
- Constantin M.Dragan ,(docent al Inst.Plehanov)

## E
- Francis Ysidro Edgeworth (1845-1926)
- Friedrich Engels (1820-1895)
- Robert F. Engle (1942-), Deținător al premiului Nobel din 2003
- Ludwig Erhard (1897-1977)

## F
- Irving Fisher (1867-1947)
- Robert William Fogel, Deținător al premiului Nobel din 1993
- François Marie Charles Fourier (1772-1837)
- Milton Friedman (1912-2006), Deținător al premiului Nobel din 1976
- Ragnar Anton Kittil Frisch (1895-1973), Deținător al premiului Nobel din 1969

## G
- John Kenneth Galbraith (1908-2006)
- Ferdinando Galiani (1728-1787)
- Henry George (1839-1897)
- Silvio Gesell (1862-1930)
- Hermann Heinrich Gossen (1810-1858)
- Clive W. J. Granger (1934-), Deținător al premiului Nobel din 2003
- Henry Fayol

## H
- Trygve Haavelmo, Deținător al premiului Nobel din 1989
- Wilhelm Hankel
- John Harsanyi, Deținător al premiului Nobel din 1994
- Robert Haveman
- Friedrich August von Hayek (1899-1992), Deținător al premiului Nobel din 1974
- Henry Hazlitt (1894-1993)
- James Heckman (1944-), Deținător al premiului Nobel din 2000
- John Richard Hicks (1904-1989), Deținător al premiului Nobel din 1972
- Thomas Hobbes (1588-1679)
- Hans Hermann Hoppe (1949-)
- David Hume (1711-1776)

## I
- Otmar Issing

## J
- William Jevons (1835-1882)

## K
- Daniel Kahneman (1934-), Deținător al premiului Nobel din 2002
- Nicholas Kaldor (1908-1986)
- Michal Kalecki (1899-1970)
- Leonid Witaljewitsch Kantorowitsch (1912-1986), Deținător al premiului Nobel din 1975
- John Maynard Keynes (1883-1946)
- Lawrence Klein (1920-), Deținător al premiului Nobel din 1980
- Frank H. Knight (1885-1972)
- Nikolai Dmitrijewitsch Kondratjew (1892-1938)
- Tjalling Koopmans, Deținător al premiului Nobel din 1975
- Andrei Korotaev (1961-)
- Paul Krugman (1953-), Deținător al premiului Nobel din 2008
- Simon Kuznets (1901-1985), Deținător al premiului Nobel din 1971
- Finn E. Kydland, Deținător al premiului Nobel 2004

## L
- Ludwig Lachmann (1906-1990)
- Ferdinand Lassalle (1825-1864)[1]
- John Law (1671-1729)
- Lenin (1870-1924)
- Wassily Leontief (1906-1999), Deținător al premiului Nobel din 1973
- Arthur Lewis, Deținător al premiului Nobel din 1979
- Erik Robert Lindahl (1891-1960)
- Friedrich List (1789-1846)
- John Locke (1632-1704)
- Adolph Lowe (1893-1995)
- Robert Emerson Lucas, Jr. (1937-), Deținător al premiului Nobel din 1995

## M
- Frederic Macaulay
- Ronald MacDonald (1955-)
- Thomas Robert Malthus (1766-1834)
- Ernest Mandel (1923-1995)
- Nicholas Gregory Mankiw (1958-)
- Harry M. Markowitz (1927-), Deținător al premiului Nobel din 1990
- Alfred Marshall (1842-1924)
- Karl Marx (1818-1883)
- Abraham Harold Maslow (1908-1970)
- Egon Matzner (1938-2003)
- Daniel McFadden (1937-), Deținător al premiului Nobel din 2000
- James Meade, Deținător al premiului Nobel din 1977
- Robert C. Merton (1944-), Deținător al premiului Nobel din 1997
- David Miles
- John Stuart Mill (1806-1873)
- Merton Miller, Deținător al premiului Nobel din 1990
- James Mirrlees, Deținător al premiului Nobel din 1996
- Ludwig von Mises (1881-1973)
- Franco Modigliani (1918-2003), Deținător al premiului Nobel din 1985
- Robert Mundell (1932-), Deținător al premiului Nobel din 1999
- John Muth
- Alva Myrdal (1902-1986)
- Gunnar Myrdal (1898-1987), Deținător al premiului Nobel din 1974
- George Elton Mayo(26 December 1880 - 7 September 1949)

## N
- John Forbes Nash Jr. (1928-), Deținător al premiului Nobel din 1994
- John von Neumann (1903-1957)
- Douglass Cecil North, Deținător al premiului Nobel din 1993

## O
- Bertil Ohlin (1899-1897), Deținător al premiului Nobel din 1977
- Mancur Olson (1932-1998)
- Franz Oppenheimer (1864-1943)
- Robert Owen (1771-1858)

## P
- Vilfredo Pareto (1848-1923)
- Arthur Cecil Pigou (1877-1959)
- Edward C. Prescott, Deținător al premiului Nobel din 2004
- Jan Priewe
- Pierre Joseph Proudhon (1809-1865)

## Q
- Francois Quesnay (1694-1774)

## R
- Friedrich Wilhelm Raiffeisen (1818-1888)
- Frank Plumpton Ramsey (1903-1930)
- John Rawls (1921-2002)
- David Ricardo (1772-1823)
- Lionel Robbins
- Dennis H. Robertson (1890-1963)
- Joan Robinson (1903-1983)
- Wilhelm Röpke (1899-1966)
- Kenneth S. Rogoff (1953-)
- Murray Rothbard (1926-1995)
- Bert Rürup (1943-)

## S
- Jeffrey Sachs
- Paul Anthony Samuelson (1915-), Deținător al premiului Nobel din 1970
- Jean-Baptiste Say (1767-1832)
- Louis Say (1774-1840)
- August-Wilhelm Scheer (1941-)
- Eugen Schmalenbach (1873-1955)
- Günter Schmölders (1903-1991)
- Erich Schneider (1900-1970)
- Myron Scholes, Deținător al premiului Nobel din 1997
- Theodore Schultz, Deținător al premiului Nobel din 1979
- Gustav von Schmoller (1838-1917)
- Ernst Friedrich Schumacher (1911-1977)
- Joseph Alois Schumpeter (1883-1950)
- Reinhard Selten (1930-), Deținător al premiului Nobel din 1994
- Amartya Sen (1933-), Deținător al premiului Nobel din 1998
- Nassau William Senior (1790-1864)
- William F. Sharpe, Deținător al premiului Nobel din 1990
- Findlay Shirras
- Herbert Simon (1916-2001), Deținător al premiului Nobel din 1978
- Julian Lincoln Simon (1932-1998)
- Adam Smith (1723-1790)
- Vernon L. Smith, Deținător al premiului Nobel din 2002
- Werner Sombart (1863-1941)
- Robert Solow (1924-), Deținător al premiului Nobel din 1987
- Michael Spence, Deținător al premiului Nobel din 2001
- Piero Sraffa (1898-1982)
- Heinrich Freiherr von Stackelberg (1905-1946), economist german
- Fritz Sternberg (1895-1963), economist marxist
- George Stigler, Deținător al premiului Nobel din 1982
- Joseph E. Stiglitz (1943-), Deținător al premiului Nobel din 2001
- Richard Stone, Deținător al premiului Nobel din 1984
- Paul Sweezy (1910-2004)

## T
- Frederick Winslow Taylor (1856-1915)
- Johann Heinrich von Thünen (1783-1850)
- Jan Tinbergen (1903-1994), Deținător al premiului Nobel din 1969
- James Tobin (1918-2002), Deținător al premiului Nobel din 1981
- Michael Todaro
- Anne Robert Jacques Turgot (1727-1781)
- Amos Tversky (1937-1996)

## U
```
Urwik și Gulick
(1937)
 
Arhivat
 în 
27 decembrie 2011
, la 
Wayback Machine
.
```

## V
- Thorstein Veblen (1857-1929)
- Jacob Viner (1892-1970)
- William Vickrey (1914-1996), Deținător al premiului Nobel din 1996

## W
- Marie Esprit Léon Walras (1834-1910)
- John Glen Wardrop
- Adolf Weber (1876-1963)
- Max Weber (1864-1920)
- Knut Wicksell
- Friedrich von Wieser (1851-1926)
- Günter Wöhe
- S. L. Wygodski
- Witali Solomonowitsch Wygodski

## Z
- Axel Zerdick (1941-2003), economist în domeniul media